# Xanthomima pallida
Xanthomima pallida är en fjärilsart som beskrevs av W. Warren 1897. Xanthomima pallida ingår i släktet Xanthomima och familjen mätare. Inga underarter finns listade i Catalogue of Life.